# 프랑크 르뵈프
프랑크 알랭 잠므 르뵈프(프랑스어: Franck Alain James Lebœuf fʁɑ̃k lə.bœf[*], 1968년 1월 22일, 프로방스-알프-코트 다쥐르 지방 마르세유 ~ )는 프랑스의 전 축구 선수이자 배우, 스포츠 해설가이다.
프랑스 축구 국가대표팀으로 뛰면서 1998년 FIFA 월드컵과 UEFA 유로 2000에서 우승을 차지했으며 리그 우승 또한 수차례 기록했다. 축구 선수에서 은퇴한 뒤로는 배우 활동을 시작했다.

## 선수 생활

### 클럽 경력
르뵈프는 마르세유에서 태어났으며 프랑스 남동부의 바르주의 어촌에서 자랐다. 르뵈프의 아버지는 스타드 렌 FC의 코치 출신이었으며 르뵈프는 아버지로부터 축구를 처음 배웠다. 1988년 스타드 라발에 입단했으며, 1991년부터 1996년까지 RC 스트라스부르에서 뛰면서 1995년부터 1996년까지 RC 스트라스부르의 주장을 지냈고, 1996년 250만 파운드 스털링의 이적료로 첼시 FC로 팀을 옮겼다. 첼시 FC에서 뛰는 동안 두 번의 FA컵 우승과 한 번의 리그컵 우승, 한 번의 UEFA 컵위너스컵 우승을 차지했다. 긴 패스 능력이 두드러졌다는 평가를 받았으며 페널티 킥 또한 도맡아 찼다.
2001년 올랭피크 드 마르세유로 이적했으며, 2003년 카타르로 이적해 알사드 SC와 알와크라 SC에서 뛴 뒤 2005년을 마지막으로 은퇴했다.

### 국가대표팀 경력
르뵈프는 1995년부터 프랑스 축구 국가대표팀에 뽑혀 1998년 FIFA 월드컵에서 우승을 했고 UEFA 유로 2000과 2001년 FIFA 컨페더레이션스컵에서도 우승을 차지했다. 2002년 5월 26일에 수원 월드컵 경기장에서 2002년 FIFA 월드컵을 앞두고 열린 대한민국 축구 국가대표팀과의 친선 경기에도 나섰는데, 팀의 세 번째 골을 넣어 프랑스의 3–2 승리를 이끌었다.

## 배우 생활
축구 선수에서 은퇴한 뒤에는 로스앤젤레스에서 2년동안 살았다. 이 시기에 르뵈프는 아마추어 축구 팀인 할리우드 유나이티드 FC에서 비니 존스, 앤서니 러팔리아 등과 함께 축구를 했다. 동시에 르뵈프는 연기를 배우고 싶다는 열정을 갖게 됐고, 웨스트할리우드의 리 스트라스버그 연극 학원에서 연기를 배웠다. 프랑스에서 연극을 몇 차례 했고, 2014년에 개봉한 영화 《사랑에 대한 모든 것》에서는 의사 역할로 나왔다.

## 사생활
르뵈프는 배우 크리스로르 놀레와 결혼했으며 두 명의 아이가 있다. 1998년 FIFA 월드컵에서 우승한 뒤 레지옹 도뇌르 슈발리에 훈장을 수여받았다. 프랑스의 라디오 방송사 RMC와 미국의 ESPN에서 스포츠 해설가로 활동하기도 한다.

## 수상

### 클럽

#### RC 스트라스부르
- UEFA 인터토토컵 : 1995

#### 첼시 FC
- FA컵 : 1997, 2000
- 리그컵 : 1998
- UEFA 컵위너스컵 : 1998
- UEFA 슈퍼컵 : 1998
- FA 채리티 실드 : 2000

#### 알사드 SC
- 카타르 스타스 리그 : 2003-04

#### 알와크라 SC
- 카타르 슈퍼컵 : 2004-05

### 국가대표팀

#### 프랑스
- FIFA 월드컵 : 1998
- UEFA 유로 : 2000
- FIFA 컨페더레이션스컵 : 2001